# Adeline (stopień rakietowy)

Wizualizacja stopnia Adeline w rakiecie Ariane 6

Adeline (akronim od Advanced Expendable Launcher with Innovative Engine Economy) to koncepcja pierwszego stopnia rakiety nośnej wielokrotnego użytku, która po wystrzeleniu miałaby wrócić na Ziemię, niczym bezzałogowy dron; lądując poziomo na pasie startowym. Koncepcję opracowała firma Airbus Defence and Space.

## Koncepcja
Koncept stopnia Adeline obejmuje stworzenie boostera rakietowego, zawierającego parę śmigieł dzięki którym możliwy byłby odzysk stopnia poprzez jego lądowanie na pasie startowym. Następnie Adeline zostałaby odnowiona oraz ponownie wykorzystywana podczas kolejnego lotu.
Po wyczerpaniu się paliwa w stopniu Adeline dochodzi do separacji, w ramach której uruchamiany jest wyższy stopień w celu wejścia rakiety na orbitę. W pewnym momencie opadania Adeline rozłożyłaby swoje skrzydła, po czym zaczęłaby szybować w stronę pasa startowego. W miarę zbliżania się do pasa startowego, podwozie Adeline zostałyby rozłożone w celu wykonania lądowania. Koncepcja ta pozwoliłaby na ponowne wykorzystanie 80% całego stopnia, a silniki rakietowe mogłyby zostać ponownie wykorzystane aż do 20 startów.
Koncepcja ta miała zostać wykorzystana w rakiecie nośnej Europejskiej Agencji Kosmicznej Ariane 6, jednak mogłaby zostać wykorzystana w dowolnej rakiecie zasilanej na paliwo ciekłe.
Airbus Defence and Space rozpoczął realizację projektu w 2010 roku i do maja 2015 roku Airbus zainwestował około 15 milionów euro w technologię rakietową ponownego wykorzystania. Jednak rakieta Ariane 6 jest obecnie priorytetem dla Airbus Defence and Space, a rozwój Adeline jest planem długoterminowym firmy.
W 2018 roku urzędnik w dyrekcji CNES uznał koncept Adeline za "nieinteresujący finansowo".